# Позивање св. Матеја
Позивање св. Матеја (итал. Vocazione di san Matteo) је Каравађово ремек дјело гдје је приказао моменат када Христ позива Матеја да га слиједи. Слика је настала 1599–1600. године као дио наруџбе црквених власти за капелу Контарели у цркви св. Луја Француског, француске конгрегације у Риму, гдје се налази и данас. Поред ње су постављене још двије слике Матеја које је насликао Каравађо: Мучење св. Матеја (из истог периода) и Инспирација св. Матеја (око 1602. године).
Стил ове изванредне слике се удаљава од маниризма и од високе ренесансе, а његов једини могући претходник је реализам са сјевера Италије умјетника као што је Саволдо. Мада, Каравађов реализам је нешто ново и без компромиса тако да је окарактерисан као натурализам, да би се направила разлика од ранијих покушаја. Тема слике је света али изражена језиком савременог живота простих људи. Матеја, порезник, сједи с неколицином наоружаних људи, највејроватније својих службеника, у одаји која изгледа као једна обична римска крчма. Он са изненађењем, на себе упитно указује прстом док два лика прилазе с десне стране. Придошлице су сиромаси, њихове босе ноге и проста одјећа одударају од разнобојног руха Матеје и његових пратилаца. Ипак, дешава се нешто неуобичајено што наводи на помишљај да то ипак није обична сцена римске свакодневнице. Једини натприродни знак на слици је Христов ореол, али је лако превидив. Оно што привлачи пажњу је свакако заповједнички гест Христов, позајмљен из Микеланђеловог Стварања Адама, којим је премошћен јаз између двије групе. Међутим, још пресуднији знак је зрак сунчеве свјетлости којом је освијетљено Христово лице и рука у овом мрачном ентеријеру. Без ове свјетлости, тешко да би слика била успјешна и чинила свјесним оне којима је била намјењена, божанског присуства. Овдје Каравађо даје подршку ставу противреформације; да се вјерске тајне не откривају интелектом већ емоционалним доживљавањем приступачним свим људима. У том смислу може се рећи да је ова, као и многе друге његове слике, неоптерећена теолошким догмамама и да се обраћа и протестантима, не мање него католицима. Ово својство Каравађовог дјела је учинило да утиче снажно, мада посредно, на Рембранта, највећег религиозног сликара протестантског сјевера.